# Katholieke Kerk in Turkmenistan

Turkmenistan

De Katholieke Kerk in Turkmenistan maakt deel uit van de wereldwijde Katholieke Kerk onder het leiderschap van de paus en de curie.
De katholieke gemeenschap in Turkmenistan is klein en er zijn anno 2012 geen katholieke kerken meer in Turkmenistan. Deze werden vanaf de jaren 1920 door de Sovjet-revolutionairen vernietigd of voor andere doeleinden gebruikt.
De eerste christelijke aanwezigheid in Turkmenistan dateert uit de 2e eeuw. Het christendom ontwikkelde er zich vervolgens tot de 13e eeuw. Onder het regime van de Turkse veroveraar Timoer Lenk (1336 - 1405) werden de christenen in de 14e eeuw afgeslacht of gedwongen zich te bekeren tot de islam. Het was pas in de late 19e eeuw, door de annexatie van het grondgebied door het tsaristische Rusland, dat christenen, orthodoxen en katholieken terug konden keren naar het land. In 1905 werd een katholieke kerk gebouwd in Asjchabad, maar in 1930 werd ze al door de Sovjet-dictatuur omgebouwd tot een bioscoop. In 1948 werd het gebouw verwoest door een aardbeving waarbij twee derde van de bevolking van de stad omkwam.
In 1997 kwamen er voor het eerst in 80 jaar terug katholieke priesters in Turkmenistan. Het missiegebied werd toevertrouwd aan de zorgen van de Oblaten van de Onbevlekte Maagd Maria. Misvieringen en alle andere religieuze activiteiten moeten echter noodgedwongen plaatsvinden in gewone huizen. In 2010 verkreeg de Katholieke Kerk, nadat de vraag dertien jaar eerder was ingediend, officiële erkenning van de Turkmeense regering. De Kerk hoopt twee voormalige katholieke kerken, waarvan er thans één gebruikt wordt als koffiehuis, te recuperen en overweegt om de toelating te vragen om een kerk te bouwen.
Apostolisch nuntius voor Turkmenistan is aartsbisschop Marek Solczyński, die tevens nuntius is voor Azerbeidzjan en Turkije.

## Bestuurlijke indeling
- Immediatum Missio sui iuris Turkmenistan onder leiding van de poolse missionaris Andrzej Madej, O.M.I.